# Fjord

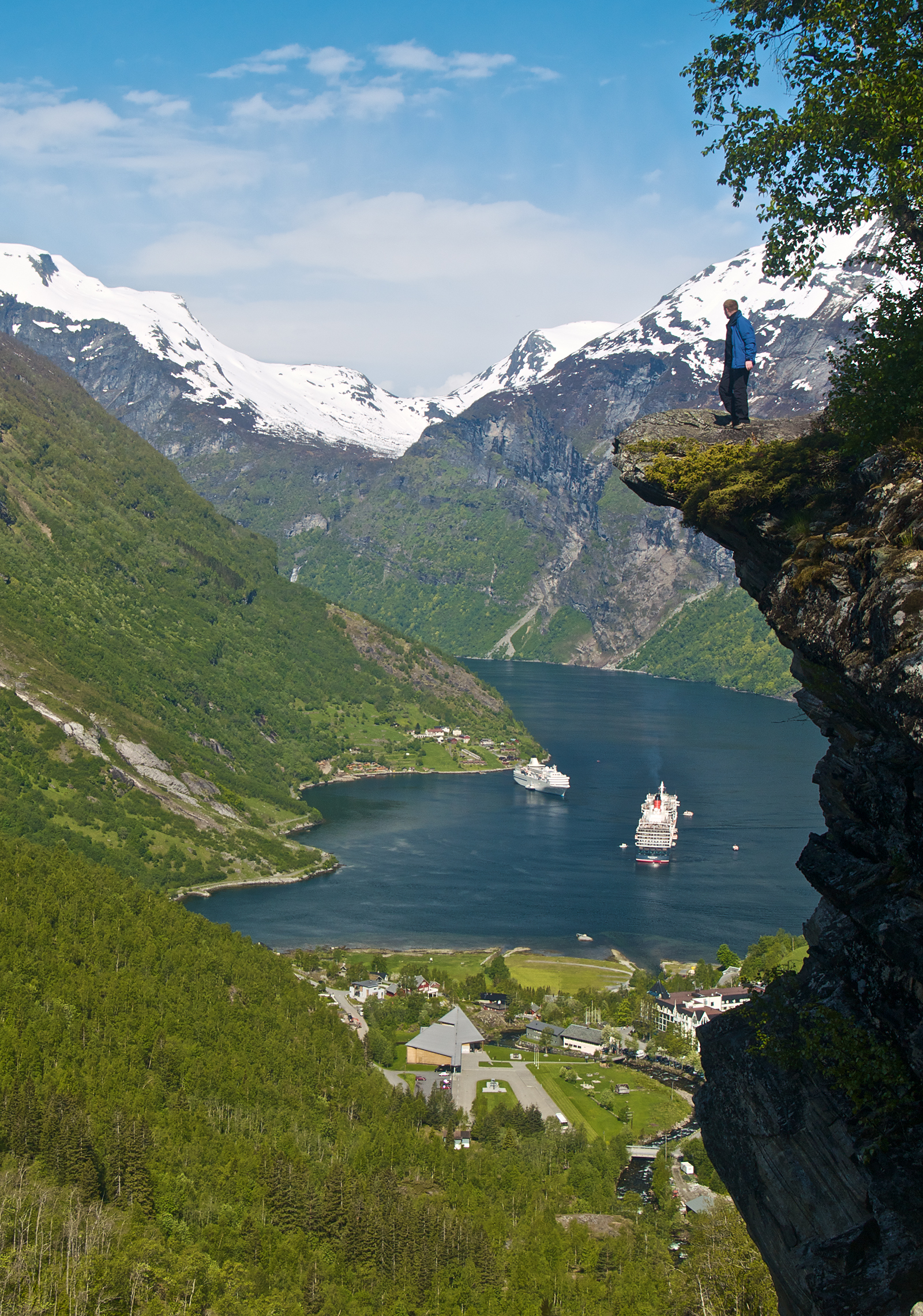
Der Geirangerfjord in Norwegen

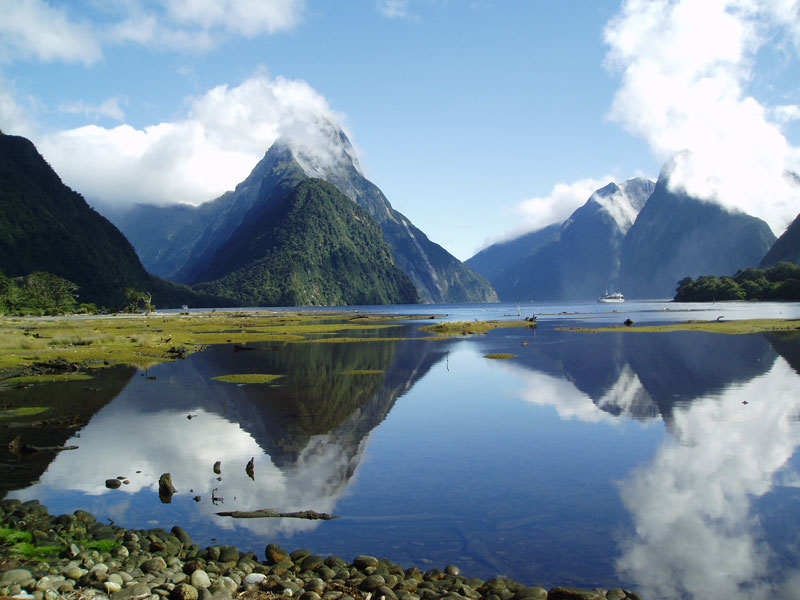
Der Milford Sound/Piopiotahi in Neuseeland

Entstehung eines Fjords

Ein Fjord (altnordisch fjǫrðr, norwegisch fjord) ist ein weit ins Festland hineinreichender, durch einen seewärts wandernden Talgletscher entstandener Meeresarm. Desselben etymologischen Ursprungs sind das deutsche Wort Förde und das englische Firth. Während es sich jedoch bei den schottischen Firths tatsächlich um echte Fjorde handelt, entstanden die Förden an der Ostseeküste durch landwärts wandernde Zungen eines glazialen Eispanzers, womit Förden nicht unter die geologische Definition eines Fjords fallen.

## Entstehung
Fjorde entstehen durch Talgletscher, die von ihrem Ursprungsgebiet durch bereits bestehende Flusstäler abwärts fließen. Die ursprüngliche Talform wird dabei vom Gletscher überprägt, indem das Eis Gestein mitreißt (Detraktion) und dieses das anstehende Gestein weiter erodiert. Das ursprüngliche Tal, beispielsweise ein Kerbtal, wird dabei breiter und tiefer und erhält seine typische Form als U-Tal, auch Trogtal genannt, mit sehr steilen Hängen. Der Grund eines Fjords kann bis über 1000 m unter dem Meeresspiegel liegen. Oft findet man im Mündungsbereich des Fjords eine Untiefe, die im Zusammenhang mit dem Aufschwimmen der Gletscherzunge steht. Mit dem Rückzug der Gletscher am Ende der Eiszeit konnte das Meer in die tiefen Täler einströmen. 
Die meisten Alpenrandseen haben die gleiche eiszeitliche Entstehungsgeschichte wie Fjorde. Die Seeböden von fünf Seen des Alpensüdrandes liegen sogar teilweise unter dem Meeresspiegel (Gardasee: -281 m s.l.m., Comer See: -228 m s.l.m., Lago Maggiore: -180 m ü. M., Iseosee: -66 m s.l.m., Luganersee: -17 m s.l.m.). Der Lago Argentino weist neben anderen Seen der Anden einen stark verzweigten Bereich mit fjordartigen Armen auf. Auch sein Seeboden liegt erheblich unter dem Meeresspiegel.
Fjordküsten sind Hebungsküsten. Durch Abschmelzen des glazialen Eisschildes entlastet, hebt sich das Land. Fjorde gibt es also überall, wo Gebirge in Küstennähe einmal stark vereist waren oder es noch sind. Einen gebirgsfernen Fjord in einem Mittelgebirgsrelief nennt man in der Geomorphologie Fjärde.

## Abgrenzung

### Geologisch

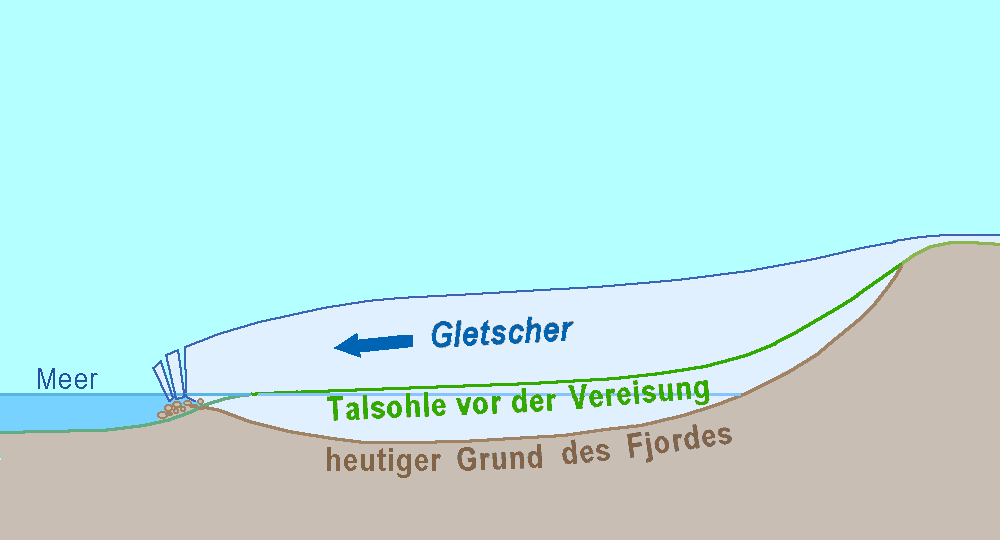
Entstehung eines Fjords

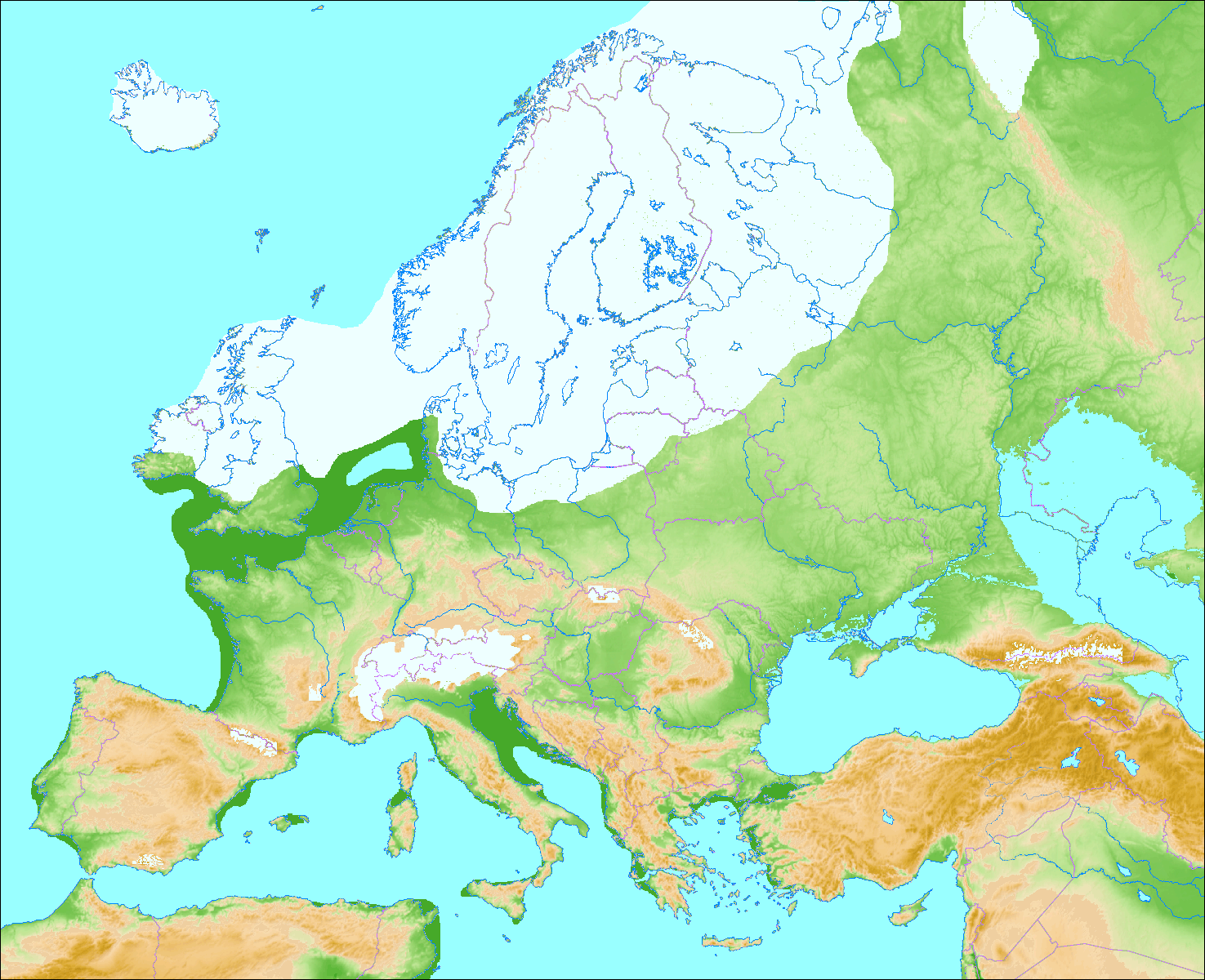
Europa in der Weichsel- bzw. Würm-Kaltzeit

- In der intensiven Verzahnung von Land und Meer, die die Westküste Norwegens charakterisiert, kann der Gebirgsrücken zwischen zwei Fjorden sich auch als Inselkette (die bei tieferem Meeresspiegel Bergspitzen darstellen würden) fortsetzen. So gibt es neben „klassischen“ Fjorden, die an drei Seiten von Festland umgeben sind, auch solche, die teilweise oder ganz von Inselketten begrenzt sind. Dabei trennen teilweise nur sehr enge Sunde die Inseln voneinander und vom Festland. Bei dieser Form handelt es sich ebenfalls um geologisch echte Fjorde, obwohl die Gebirgsmassive nicht durchgängig sichtbar sind. Entscheidend ist die Bodenschwelle (schwed.: tröskel) am meerseitigen Ende des Fjordes, an der der Meeresboden etwas höher liegt.

- Die Förden Schleswig-Holsteins und gleichartigen Meeresarme Ostjütlands sind im Gegensatz zu den Fjorden von landeinwärts gerichteten Gletscherzungen des in der Eiszeit die Ostsee bedeckenden Eispanzers hangaufwärts ausgefräst und durch Hebung des Meeresspiegels geflutet worden. In Dänemark werden sie Fjord genannt, da in der dänischen Sprache nicht zwischen den beiden Begriffen unterschieden wird. Beispiele dafür sind Mariagerfjord, Limfjord und andere. Derartige Küstengewässer sind allerdings als Förde, Lagune oder Haff zu klassifizieren.

- Als Ria werden durch Anstieg des Meeresspiegels geflutete Flusstäler bezeichnet, die ohne Gletschereinwirkung entstanden sind. Beispiele finden sich im Nordwesten der Iberischen Halbinsel.

Rias und Förden sind somit Formen an Senkungsküsten.

### Völkerrechtlich
Völkerrechtlich werden enge Ausbuchtungen des Meeres unabhängig von der erdgeschichtlichen Entstehung als Fjord oder Förde bezeichnet. Daher sind nicht alle geomorphologischen Fjorde auch völkerrechtlich solche, umgekehrt viele juristisch so bezeichnete keineswegs geomorphologisch solche.

## Vorkommen
Insbesondere Norwegen ist bekannt für seine Fjordküste im Westen des Landes, aber auch Schottland, wo sie häufig Firth heißen. Auch Island, die Färöer-Inseln, Grönland, Spitzbergen, Franz-Josef-Land, Nowaja Semlja, Alaska, British Columbia, Labrador, Neufundland und Baffin Island sind reich an Fjorden. 
Auf der Südhalbkugel charakterisieren Fjorde die Landschaft unter anderem der Südinsel Neuseelands, des chilenischen Patagoniens, Feuerlands, der Kerguelen, Südgeorgiens und der Falklandinseln. 
Auf der Antarktischen Halbinsel entstehen aufgrund der fortbestehenden Vergletscherung und Kalbung der Gletscher ebenso wie auf Grönland oder Baffin Island derzeit Fjorde neu oder vertiefen sich.
An der Westküste Neufundlands gibt es eine Reihe von ehemaligen Fjorden, deren direkte Verbindung zum Meer in der Vergangenheit verloren gegangen ist. Beispiele sind Bakers Brook Pond, Ten Mile Pond, Trout River Big Pond und Western Brook Pond – alle im Gros-Morne-Nationalpark gelegen.